# Idioma wanggamala
Wanggamala, también llamado Wanggamanha, Wangkamahdla, Wangkamadla, Wangkamanha, Wangkamana, Wonkamala, Wongkamala, Wonkamudla, y otras variantes, es una lengua aborigen australiana extinta de la familia pama-ñungana, hablada anteriormente en el Territorio del Norte alrededor del Río Hay (al este de Alice Springs) y al sur del área del dialecto andegerebinha.
En 2003, había un hablante restante.
Según Gavan Breen (2007), Laanima (código AIATSIS G52) y Yurlayurlanya (anteriormente escrito Ulaolinya) son grupos cuyo dialecto es Wangkamanha idioma wangkamanha G1, o posiblemente dos nombres para el Mismo grupo. Otros lingüistas han ofrecido diferentes interpretaciones de los dialectos.
El Wangka-Yutjurru (AIATSIS G5) es una lengua separada (también kárnica, según Luise Hercus), según Gavan Breen, que tiene dos dialectos, Wangka-Yutjurru y Wangkamanha. Otros lingüistas sugieren otros dialectos.

## Nombres alternativos
- Tharlimanha (Breen 2007)
- Wanggamala (AIATSIS and Ethnologue)
- Wanggamanha
- Wangkamadla[3][4]
- Wangkamahdla[5]
- Wangkamala
- Wangkamana (Horton, after Tindale;[6] Blake & Breen 1971)
- Wangkamanha
- Wonggaman (AIAS)
- Wonggawan
- Wongkamala (Tindale)
- Wonkamala[7]
- Wonkamudla(Tindale 1974;[7] O'Grady et al 1996; Mathews)